# کلینتون (کالیفرنیا)
کلینتون (به انگلیسی: Clinton) یک منطقهٔ مسکونی در ایالات متحده آمریکا است که در شهرستان آمادور، کالیفرنیا واقع شده‌است. کلینتون ۴۵ نفر جمعیت دارد و ۶۰۱ متر بالاتر از سطح دریا واقع شده‌است.